# 제17회 세자르상
제17회 세자르상의 시상식에 관한 내용이다. 1991년 최고의 프랑스 영화에 수여되는 시상식으로 1992년 2월 22일 파리의 팔레 데 콩그레(Palais des Congrès)에서 열렸다. 행사는 미셸 모르강이 의장을 맡았고 프레데릭 미테랑(Frédéric Mitterrand)이 사회를 맡았다. 세상의 모든 아침이 최우수 영화상을 수상했다.

## 수상 및 후보

### 작품상
- 세상의 모든 아침 - 알랭 코르노 수상

### 외국어영화상
- 양들의 침묵 - 조나단 드미

## 같이 보기
- 제64회 아카데미상
- 제45회 영국 아카데미 영화상